# Max Records
Max Records (Portland, Oregon, 18 de junho de 1997) é um ator norte-americano. Max é mais conhecido por seu papel no filme Onde Vivem os Monstros de 2009.

## Biografia
Max nasceu em Portland, Oregon, filho de Jenny Fleenor, uma bibliotecária e Shawn Records, um fotógrafo e professor. Ele tem um irmão mais novo chamado Sam, e a família mora atualmente ao norte de Portland, onde Max frequenta o ensino médio numa escola pública. Aos oito anos de idade, ele liderou um protesto por mais opções vegetarianas no refeitório da escola. Max é vegetariano por escolha própria.
Records atingiu o estrelato, após desempenhar o papel de "Max" no filme de 2009, Onde Vivem os Monstros, que estreou no Brasil em 15 de janeiro de 2010, distribuído pela Warner Bros (o filme obteve um orçamento de US$ 115 milhões de dólares). Suas experiências anteriores no cinema incluem um papel secundário em Directions, uma série de vídeos curtos criados por cineastas aspirantes de todo o mundo. Em 2008, desempenhou um pequeno papel no filme The Brothers Bloom onde viveu o personagem "Stephen" quando jovem (o "Stephen" adulto foi interpretado por Mark Ruffalo). O papel de Records em Onde Vivem os Monstros chegou a figurar entre os possíveis indicados ao Oscar de Melhor Ator de 2010.

## Filmografia
| Filmes | Filmes                    | Filmes                      | Filmes                               |
| Ano    | Título Original           | Título (Brasil)             | Papel                                |
| ------ | ------------------------- | --------------------------- | ------------------------------------ |
| 2006   | Directions                | Directions                  | Irmão                                |
| 2008   | The Brothers Bloom        | Vigaristas                  | Stephen (jovem)                      |
| 2009   | Where the Wild Things Are | Onde Vivem os Monstros      | Max                                  |
| 2010   | The Vampire Attack        | The Vampire Attack          | Garoto no cemitério (curta metragem) |
| 2010   | BlinkyTM                  | BlinkyTM                    | Alex Neville                         |
| 2011   | The Sitter                | O baba (ca)                 | Slater                               |
| 2016   | I Am Not a Serial Killer  | Eu Não Sou Um Serial Killer | John Wayne Cleaver                   |

## Prêmios e Indicações
| Prêmios | Prêmios   | Prêmios               | Prêmios                     | Prêmios                |
| Ano     | Resultado | Premiação             | Categoria                   | Título                 |
| ------- | --------- | --------------------- | --------------------------- | ---------------------- |
| 2009    | Indicado  | CFCA Awards           | Performance Mais Promissora | Onde Vivem os Monstros |
| 2010    | Indicado  | Critics Choice Awards | Melhor Ator Jovem           | Onde Vivem os Monstros |
| 2010    | Indicado  | Saturn Awards         | Melhor Ator Jovem           | Onde Vivem os Monstros |